# إدغار أ. سيمز
إدغار أ. سيمز هو سياسي أمريكي، ولد في 12 مارس 1875 في وينيبيغ في كندا، وتوفي في 20 سبتمبر 1945 في بورت تاونسند في الولايات المتحدة. نشط حزبياً في الحزب الجمهوري. وقد انتخب عضو مجلس نواب واشنطن ‏.